# Introbio
Introbio (Intröbi in dialetto valsassinese) è un comune italiano di 1 937 abitanti della provincia di Lecco in Lombardia, centro storico e capoluogo di mandamento della Valsassina.
Gli uffici comunali si trovano all'interno della Villa Migliavacca.
Il paese è conosciuto per le passeggiate in Val Biandino, dove vi è un santuario dedicato alla Madonna della Neve. In località Daggio, a 1935 metri di quota, vi è la principale sorgente, la più alta d'Europa dopo la fonte Sant'Anna di Vinadio, della ditta Norda, che imbottiglia acque oligominerali.
L'abitato ha aggregato l'antico villaggio di Monte Varrone.
Il paese viene citato nel libro Italian Alps (Londra, 1875) di Douglas William Freshfield, scrittore inglese.
La cittadina ha dato i natali allo scultore Carlo Antonio Tantardini e al venerabile Felice Tantardini, missionario laico.

## Geografia fisica

### Idrografia
Ai fianchi del paese scorrono tre torrenti: la Troggia, l'Acquaduro e il Pioverna, un tempo utilizzati dall'industria siderurgica locale. Nel 1897 Carlo Arrigoni tentò di privatizzarne la pesca, ma il comune respinse la richiesta.

## Origini del nome
Esistono diverse teorie sulla provenienza del nome Introbio. Come ha argomentato l'introbiese scrittore Fermo Magni (1874–1935), pare che il termine provenga dal latino inter vias, ossia "tra le vie", oppure alla più parlata forma in trivio, cioè "sull'incrocio". Infatti il paese era il crocevia delle strade tra le montagne. Secondo Dante Olivieri, scrittore del Dizionario di toponomastica lombarda (1961), il nome del paese deriverebbe invece da in Trobio, dal latino turbidus, cioè "torbido". Dal medesimo termine deriverebbero i nomi dei torrenti Trobio e Troggia. Un'ulteriore ipotesi, lega l'origine del toponimo a un arcaico nome di quest'ultimo torrente, Trobia, cosicché il nome Introbio sarebbe la trasformazione di In Trobia, ossia luogo localizzato lungo il corso del Troggia. Secondo altri potrebbe provenire dal veronese intròl, "sentiero, varco", oppure essere accostato ad Introzzo, un paese lontano 30 km. Infine Ottavio Lurati pensa che Introbio derivi dal latino intra, "la cosa che sta in mezzo", più il suffisso -òbi o -obbio in dialetto. Ciò significa che il paese è interno alla Valsassina.

## Storia

### Epoca romana e alto medioevo
Il paese è presente sin dal tempo degli Etruschi e poi dei Romani. A testimonianza di ciò sono presenti vari reperti quali oggetti, tombe e mura diroccate di antiche fortezze. I ritrovamenti risalgono a un periodo stimabile tra i secoli V e VI prima di Cristo. Da Introbio, in epoca romana, passava la via Spluga, strada romana che metteva in comunicazione Milano con Lindau passando dal passo dello Spluga. Alla stessa epoca risalgono le prime fortificazioni militari, oggi sopravvissute in una torre situata nel cuore del paese.
Durante il periodo altomedievale, Introbio faceva parte della Pieve di Primaluna e del Contado di Lecco.

### Il periodo del Ducato di Milano
In età viscontea, gl'introbiesi potettero godere di numerosi privilegi (tra i quali il libero passaggio del ponte sull'Adda a Lecco) da parte dei duchi di Milano, interessati a garantirsi la fedeltà da parte dei valsassinesi per via dell'alta concentrazione miniere di piombo, ferro e argento dislocate sul territorio.
Nel XIV secolo Introbio ospitava la sede del governo della Valsassina, dal 1388 dotata di Statuti propri, e del podestà.

#### La dominazione spagnola
Nel 1531, dopo la caduta di Milano, il borgo fortificato di Introbio fu assediato dai Grigioni, giunti dalla valle della Troggia.
In questo periodo la Valsassina sperimentò un periodo di grande espansione a causa della maggior richiesta di prodotti in ferro, metallo del quale è ricca. A Introbio c'erano due forni: uno presso il Troggia e l'altro nella valle dell'Acquaduro. Dopo circa cinquant'anni s'interruppe l'improvviso progresso economico, ma, contrariamente a Milano, in Valsassina fiorivano altre attività come commerci ed agricoltura. 
Nel 1613 l'introduzione delle mine per l'estrazione del ferro rese necessario costruire una nuova strada che collegasse Introbio e Barzio.
Introbio venne, nel 1636, invasa dal francese Enrico II di Rohan, in guerra con gli Spagnoli insediati nell'Italia settentrionale. Il paese divenne poi feudo di Giulio Monti, che ne prese possesso il 3 giugno 1647. Quattro anni dopo egli entrò nell'industria del ferro, facendo concorrenza alle famiglie Arrigoni e Manzoni, che fino ad allora ne avevano il monopolio. Nel 1745 un suo discendente fece ampliare fucina e altoforno, che successivamente produssero chiodi e gangheri utilizzati per la costruzione del Teatro alla Scala. Il 1774 segnò la fine del feudalesimo a Introbio, con la morte senza eredi dell'ultimo feudatario. 

#### La prima dominazione austriaca
Con lo smembramento dei domini spagnoli, nel 1714, la Valsassina e Milano furono attribuite agli Asburgo d'Austria. In seguito alle tre guerre di successione, iniziò un periodo di pace sotto Maria Teresa grazie al Trattato di Aquisgrana (1748). Nel 1755 ad Introbio vennero assegnati il territorio di Biandino e il monte Verrone. 
Nel periodo dell'assolutismo teresiano, venne mandata nei territori del paese la spedizione scientifica di Domenico Vandelli in cerca di nuove risorse naturali. Inoltre fu redatto il catasto di tutto lo Stato Milanese, che portò sia ordine nel sistema fiscale sia ulteriori tassazioni sul territorio. Le ventotto comunità della Valsassina vennero divise in 4 squadre dipendenti dal Ducato di Milano. Il consiglio generale era a Introbio.

### Invasione francese ed austriaca
Dopo la calata dei Francesi, il territorio venne suddiviso in dipartimenti e distretti. Introbio era il capoluogo del Dipartimento della Montagna, che aveva sede a Lecco. Con la restaurazione austriaca, nel 1799, lo stesso fu soppresso e il paese aggregato al Dipartimento III del Lago. Nel 1801 fecero ritorno i napoleonici mettendo Introbio alle dipendenze di Lecco. 
Nel 1802 venne aggregato il distretto II di Taceno che, con l'istituzione del Regno d'Italia, tre anni dopo, prese nome di Cantone II di Taceno.
Nel 1808 ad Introbio erano attive sette miniere e una delle tre fonderie della valle. Tuttavia in pochi anni vennero ridimensionate tutte le attività di filiera a causa della arretratezza tecnologica. Alla seconda dominazione austriaca corrisposero raccolti magri, che spinsero il paese alla coltivazione delle patate. Nel 1817 nel territorio di Introbio si diffuse la febbre petecchiale, che colpì anche Barzio e Cremeno. Introbio, in seguito alla costruzione di una via lungo il lago tra Lecco e Colico, perse la sua importanza strategica per il commercio. Nonostante la conseguente crisi economica venne aperta nel paese una scuola femminile. Nel 1836 l'intero paese scampò ad un'epidemia di colera. 
Sotto il governo austriaco la Valsassina tornò sotto Como. Per alcuni anni il capoluogo fu Taceno, per poi tornare Introbio. Nel 1828 il comune entrò a far parte del distretto di Bellano. A causa della forte concorrenza, il settore siderurgico crollò e il forno fusorio fu chiuso per poi essere smantellato definitivamente nel 1848.

### Età contemporanea
L'Italia unita trova la Valsassina in miseria, tuttavia Introbio era il più florido di tutti i comuni. 
Agli inizi del Novecento, durante la prima guerra mondiale, il territorio di Introbio entrò a far parte della cosiddetta Linea Cadorna, linea difensiva detta Frontiera Nord organizzata per prevenire la possibile discesa degli Austriaci che, attraverso la Svizzera e al Valtellina, avrebbero potuto aggirare il Fronte Veneto e la chiesa di S. Michele venne adibita a magazzino di munizioni e fieno. 
Durante la seconda guerra mondiale venne stanziata nel paese la divisione di fanteria Brennero. Dopo l'armistizio dell'8 settembre 1943, Introbio divenne meta di soldati sbandati, alcuni dei quali si unirono ai Partigiani. Per reprimere l'attività della I e II Divisione Garibaldi, il 5 ottobre 1944 i nazifascisti scatenarono un pesante rastrellamento a cavallo tra la Valsassina e Val Taleggio. Il 10 ottobre il paese fu occupato da un reparto delle SS italiane incaricato di rastrellare la Val Biandino. L'operazioni culminò con l'incendio di tutti gli edifici che potevano dar loro rifugio, tra i quali anche la chiesa della Madonna di Biandino. Cinque giorni dopo, al termine delle operazioni, i nazifascisti fucilarono lungo il muro del cimitero di Introbio 6 partigiani della 55ª Brigata Garibaldi "Fratelli Rosselli" da poco catturati.

### Simboli
Lo stemma era già in uso nel medioevo ed è stato ereditato da quello più antico della Comunità generale della Valsassina, della quale Introbio era capoluogo politico. Rappresenta un leone d'oro passante su un pendio montuoso, forte elemento del panorama introbiese. Al di sopra dell'animale vi sono tre stelle a sei punte, secondo alcuni in riferimento all'antica suddivisione in tre squadre del territorio.
Oggi è sede della Comunità montana della Valsassina, Valvarrone, Val d'Esino e Riviera

## Monumenti e luoghi d'interesse

### Architetture religiose
- Chiesa di San Michele Chiesa di Santa Caterina

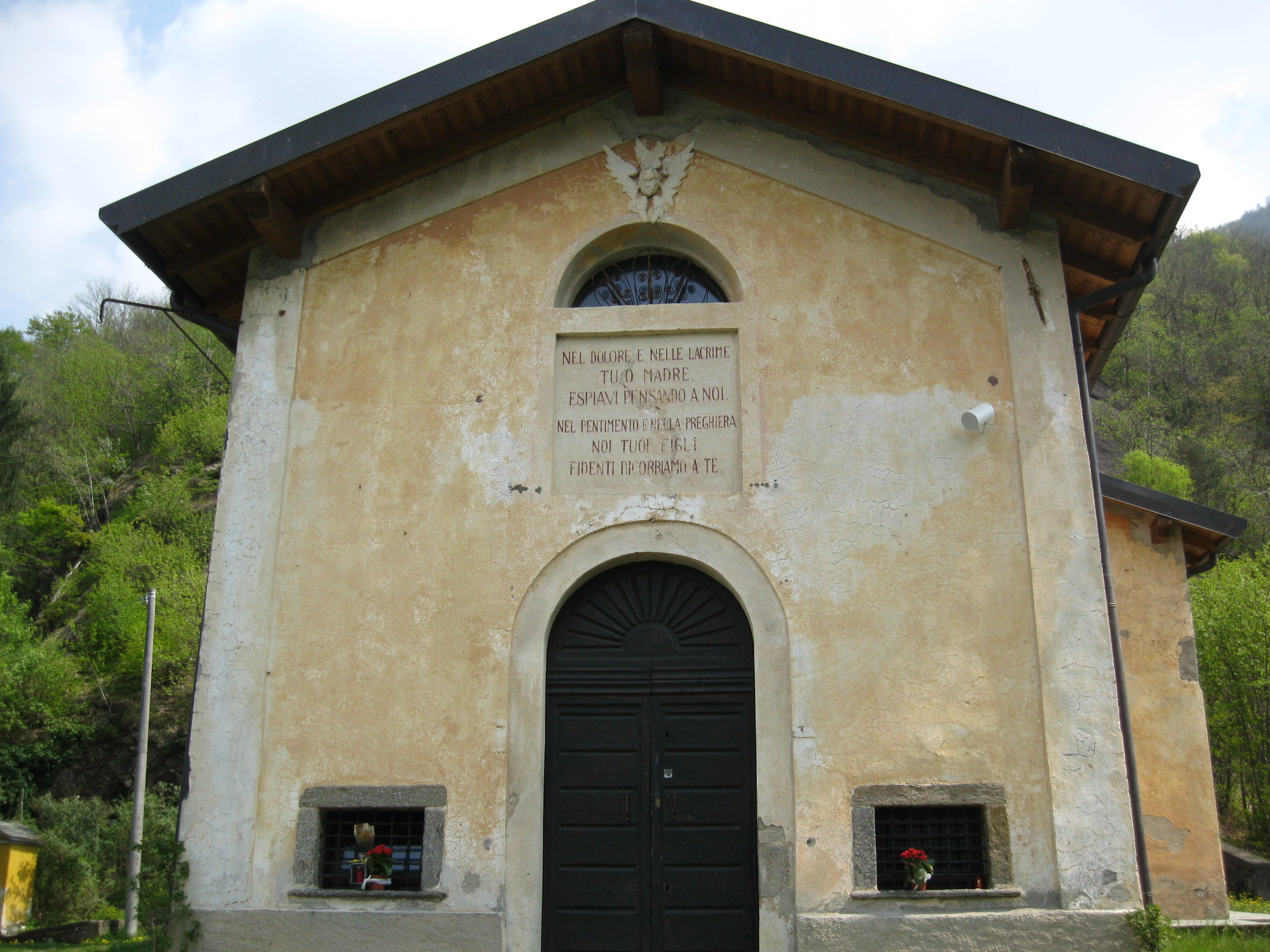
Chiesa di Santa Caterina

Costruita attorno al 1100, contiene un'effige della Madonna in stile bizantino, datata 1100-1200. Nel 1934 fu necessaria la costruzione di un muro e tre arcate per sostenere la struttura iniziale.
- Chiesa di Santa Caterina Il dipinto, sulla parete esterna della chiesa, è un segno di ringraziamento per l'incolumità del paese dal colera

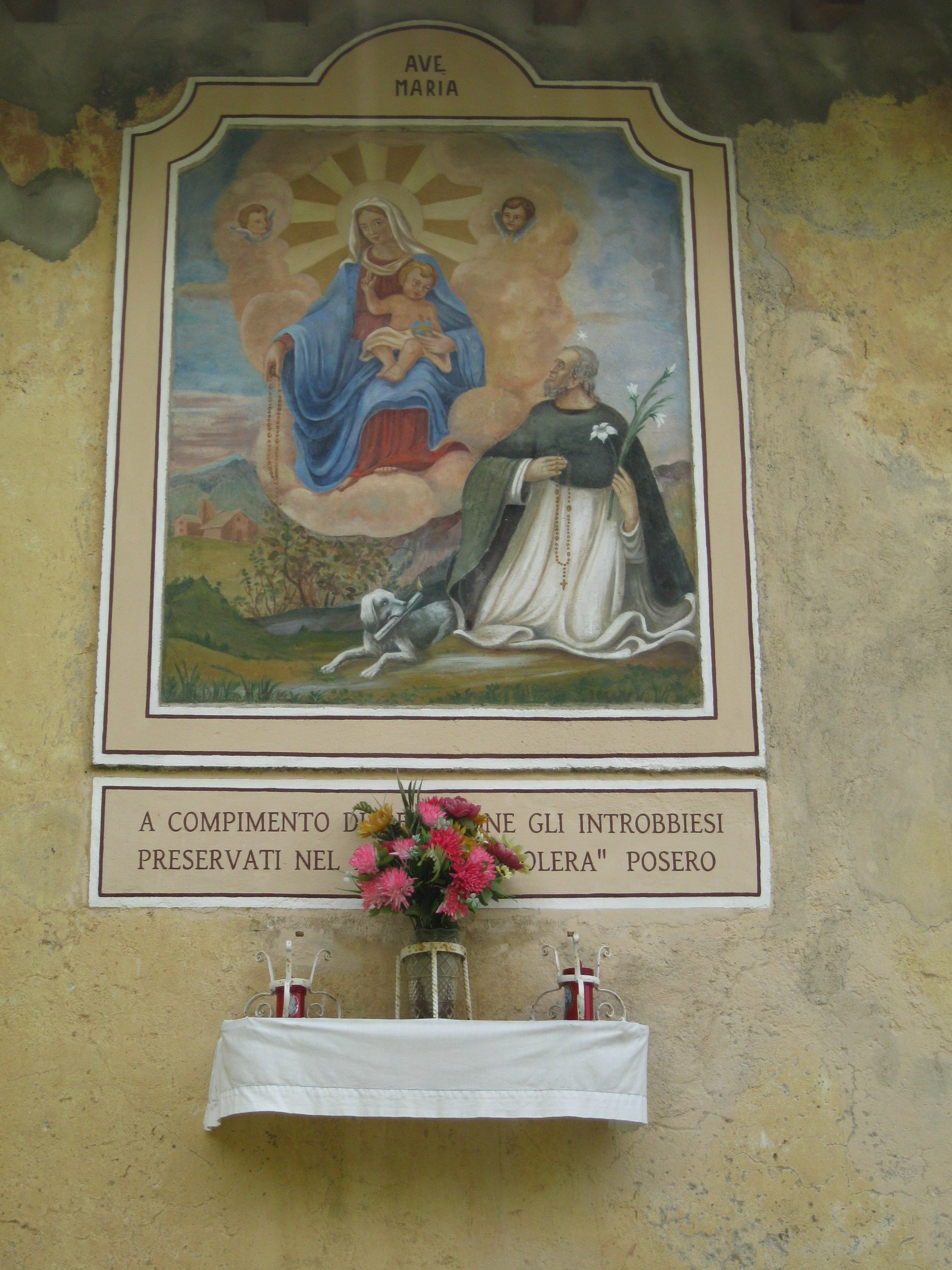
Il dipinto, sulla parete esterna della chiesa, è un segno di ringraziamento per l'incolumità del paese dal colera

Venne edificata nel 1539 e dotata di messa quotidiana fino a quando, per mancanza di un sacerdote officiante, fu fatta chiudere da San Carlo. Fino al 1566, la chiesa fu infatti sede della parrocchia di Introbio. Il 15 agosto 1866, a seguito della legge per la soppressione dei beni ecclesiastici, divenne di proprietà dello Stato. Venne poi riscattata dalla famiglia Fumagalli, che successivamente la donò alla Chiesa.
- Chiesa di Biandino

dedicata alla Beata Vergine della Neve, venne costruita fra il 1665 ed il 1669. Nel 1836 gli introbiesi fecero un voto di ringraziamento per essere rimasti incolumi dal colera. In ricordo di tale voto, ogni 5 agosto si celebra una solenne processione che dal paese arriva al santuario e fa ritorno, portando in processione la statua della Madonna. La struttura venne distrutta il 13 ottobre 1944 dalla furia bellica, ma nel medesimo anno gli introbiesi decisero di ricostruita e la nuova chiesa fu inaugurata il 5 agosto 1947.
- Ex chiesa di Sant'Antonio Abate, ubicata di fronte all'attuale parrocchia, è stata trasformata in abitazione civile.
- Chiesa di Sant'Antonio Abate Chiesa di Sant'Antonio Abate

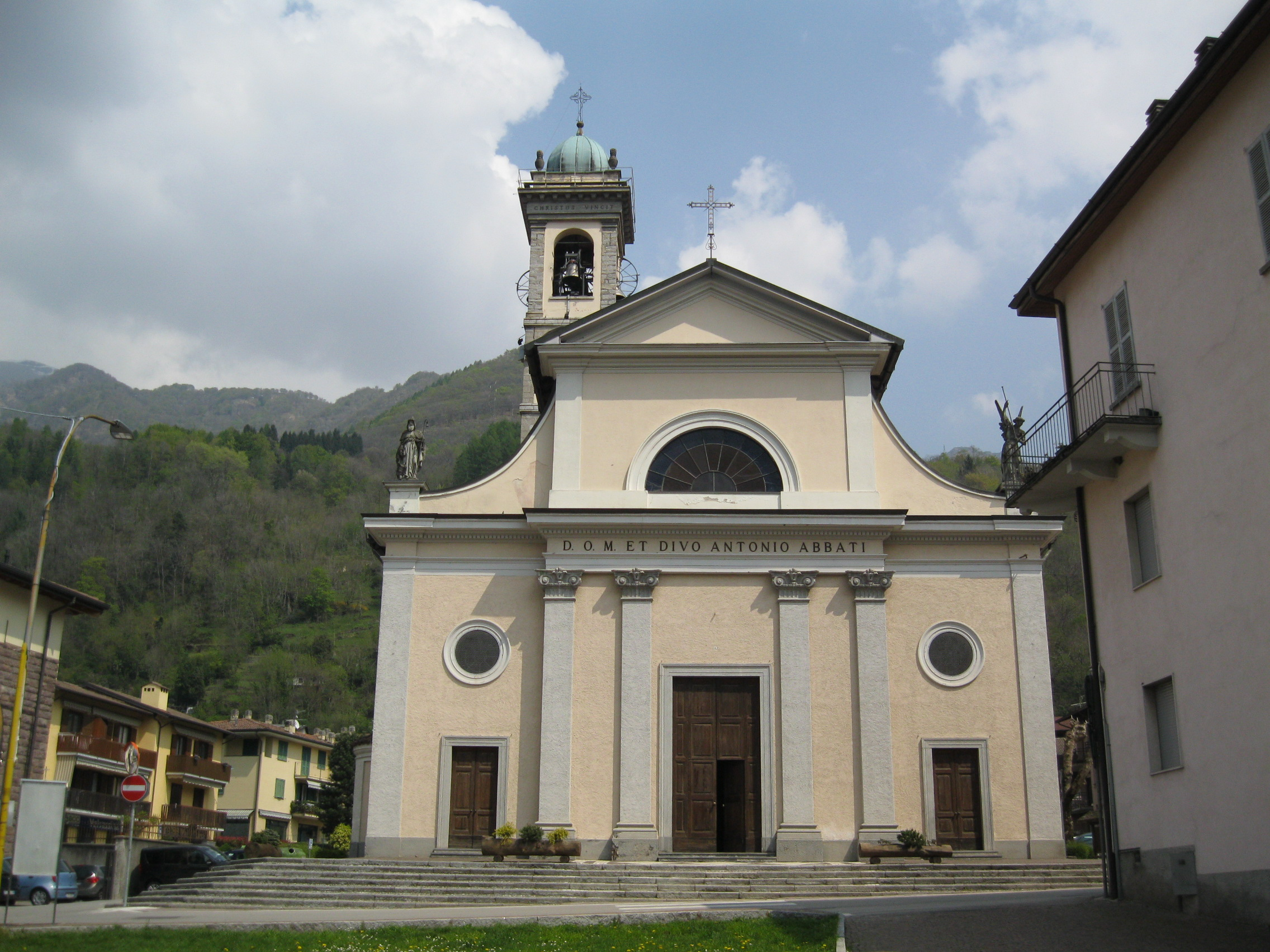
Chiesa di Sant'Antonio Abate

Situata al centro di Introbio, è la chiesa parrocchiale. Venne disegnata da don Enrico Locatelli in stile neoclassico ed è stata costruita alla fine dell'800 e consacrata il 17 ottobre 1897.

### Architetture civili

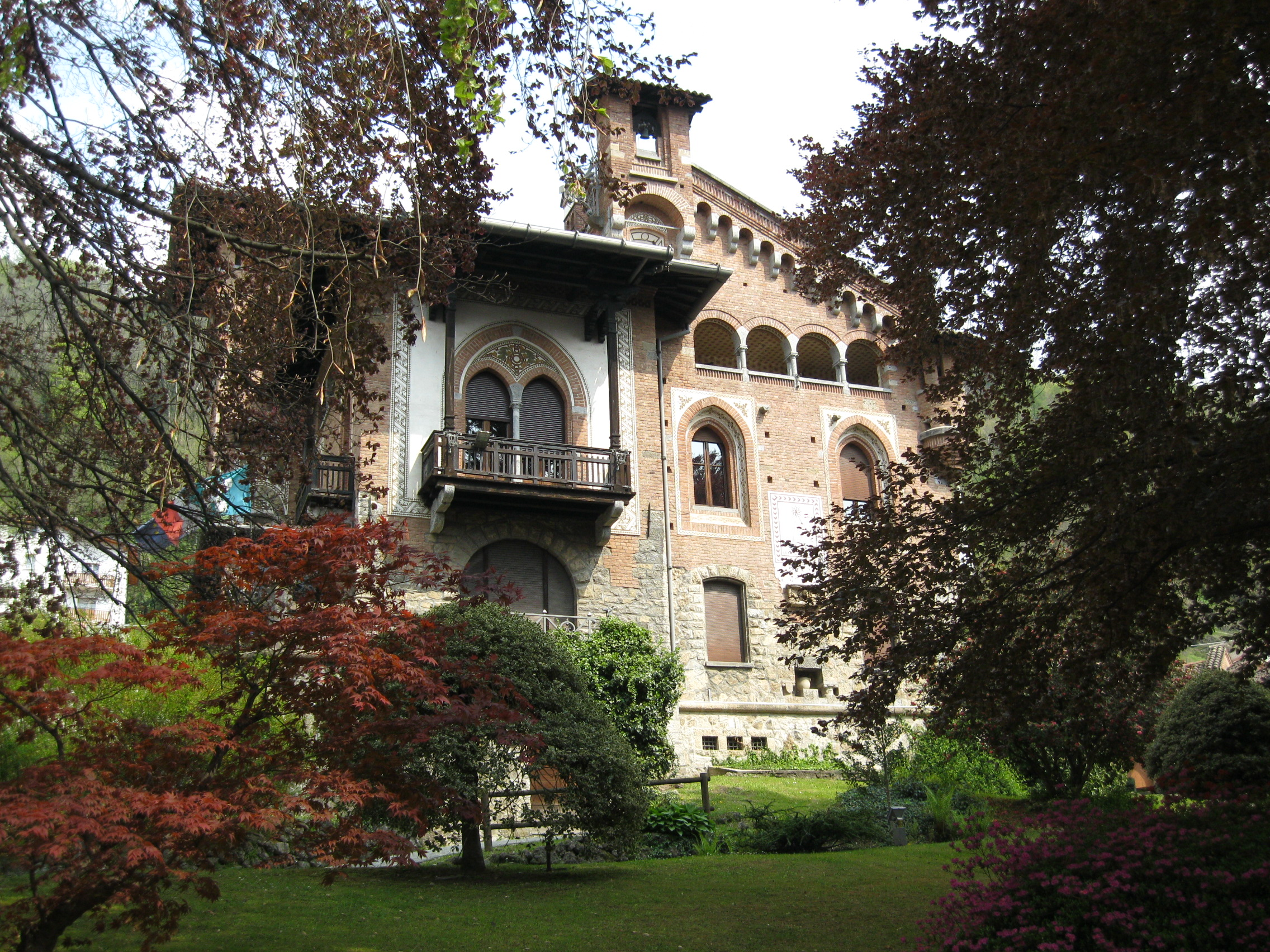
Villa Migliavacca

- Villa Migliavacca, progettata probabilmente dall'architetto Ulderico Bottoli di Milano, fu costruita tra il 1911 e il 1914 e riprende lo stile del Quattrocento milanese, come quello del Castello Sforzesco. La struttura è posizionata nel mezzo di un giardino, al centro del paese e ha una posizione panoramica. Ora è adibita a sede comunale. La villa è anche chiamata Clementina, da Clementina Ravasio, moglie del primo proprietario Antonio Migliavacca. Durante la costruzione, Enrico detto Rico Migliavacca, fratello di Antonio, scrisse a macchina una poesia[11] sulla villa.

sul verde pian, dai monti circondata

sorge la Casa che l'amore afferma

di nostra stirpe a tutta la Vallata.

D'Antonio l'ideò l'alma legata

al suolo che ci accolse ancor piccini;

al ricordo dei cari che han passata

lieta ora quassù a noi vicini.

L'eresse l'arte ardita d'una mente

che volle i propri affetti ai nostri uniti,

ricordati quassù eternamente.»
(Rico Migliavacca, Introbio, 7 dicembre 1912)
- Portone d'entrata dell'antico Palazzo del Pretorio, venne fatto costruire dalla comunità generale della Valle per essere sede del governo, abitazione del Podestà e sede del collegio dei notai.

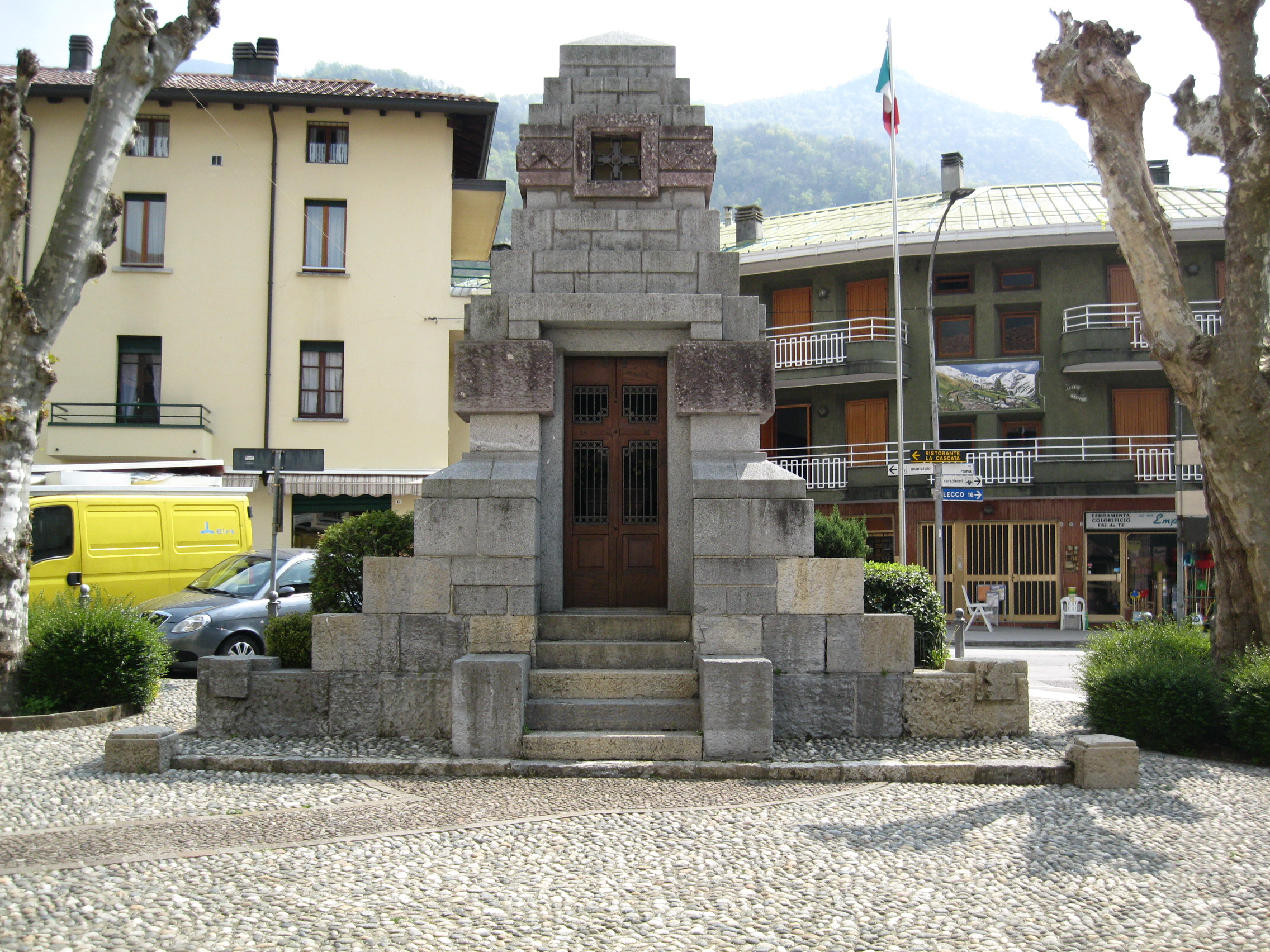
Monumento ai caduti

- Monumento ai caduti, fu progettato dall'architetto Ulderico Bottoli e realizzato nel 1922; è dedicato ai caduti della prima e della seconda guerra mondiale. All'interno della struttura è conservato un dipinto di Pierino Motta raffigurante la Madonna coronata di spine che tiene tra le braccia un milite caduto avvolto nel tricolore.
- Monumento alla memoria del dott. Cap. Piero Magni, posto sulla strada per Biandino e accanto alla baita dell'Associazione Nazionale Alpini.
- Lapidi ai partigiani. Se ne sono conservate tre: una al cimitero, una al primo ponte per Biandino e un obelisco sopra la Scala nei pressi della Bocca di Biandino.

### Architetture militari
- La Torre Arrigoni Torre Arrigoni

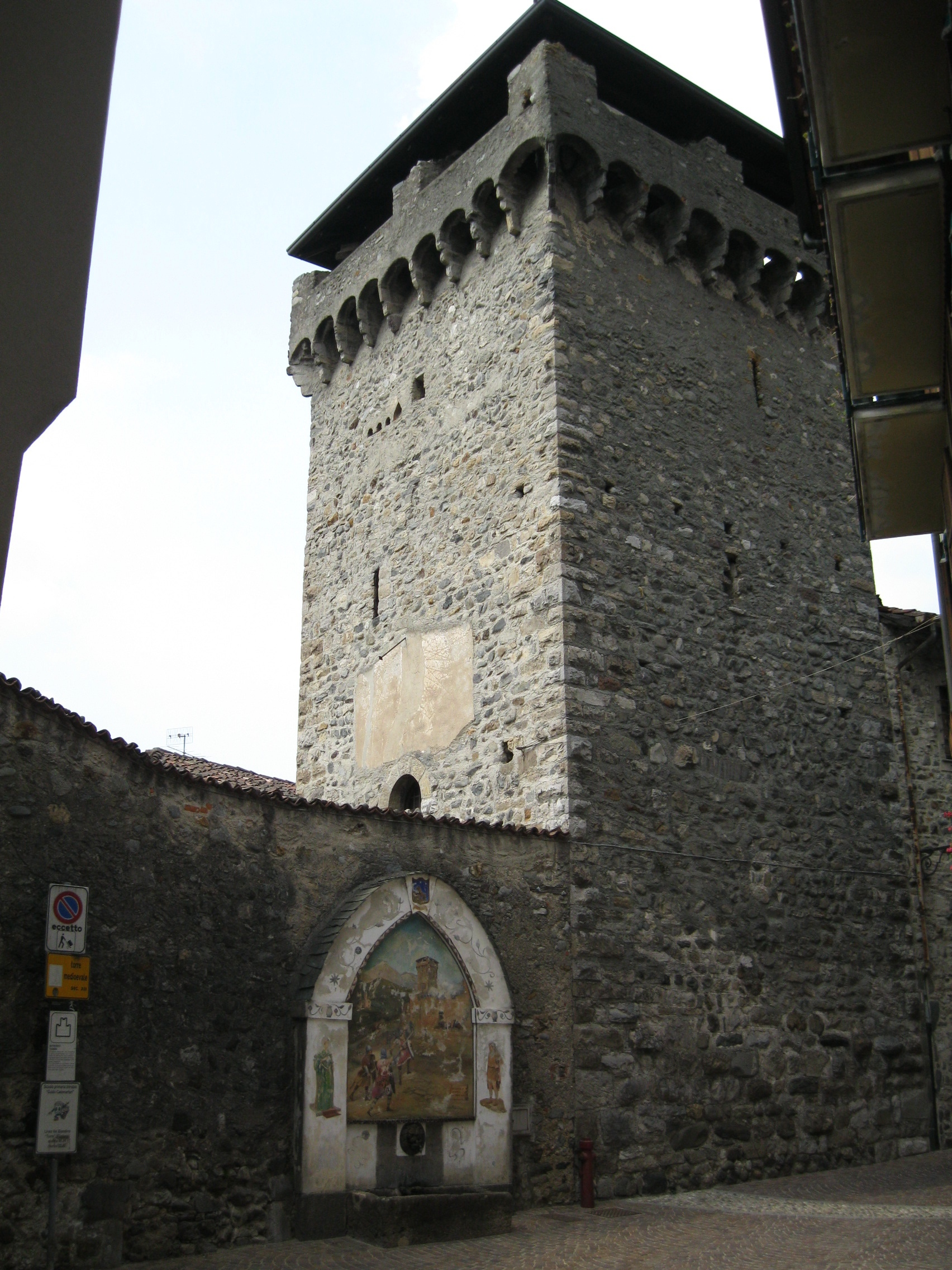
Torre Arrigoni

fu costruita nell'XI secolo ed aveva funzione di torre di avvistamento contro i barbari che spesso invadevano quei territori. La torre faceva parte di un sistema di controllo che comprendeva la rocca di Baiedo e altre fortificazioni della bassa Valsassina. La costruzione, di aspetto tardomedioevale, un tempo affermava il prestigio della famiglia proprietaria e fungeva da guardia delle vie di comunicazione, in particolare la strada del Bitto. Nella prima metà del Quattrocento, la torre fu protagonista di una battaglia tra guelfi e ghibellini locali. Nella travatura del tetto sono ancora presenti alcuni proiettili lanciati dai Grigioni, che nel 1531 assaltarono Introbio, venendo scacciati. Un recinto attorno alla struttura serviva per evitare lo scontro corpo a corpo. Questi elementi, che si trovano in tutte le opere difensive del territorio, furono progettate da Leonardo da Vinci, assoldato come ingegnere militare a Milano. Già proprietà Arrigoni, nel Seicento la torre passò nelle mani dei conti Monti e, successivamente, in quelle della casata lecchese degli Amigoni.
- La Torre di S. Michele. Il campanile della chiesa presenta caratteristiche belliche tipiche di una torre di osservazione e segnalazione. In origine era staccato dalla chiesa, successivamente ampliamenti della stessa lo integrarono all'edificio.

### Aree naturali
- Cascata della Troggia

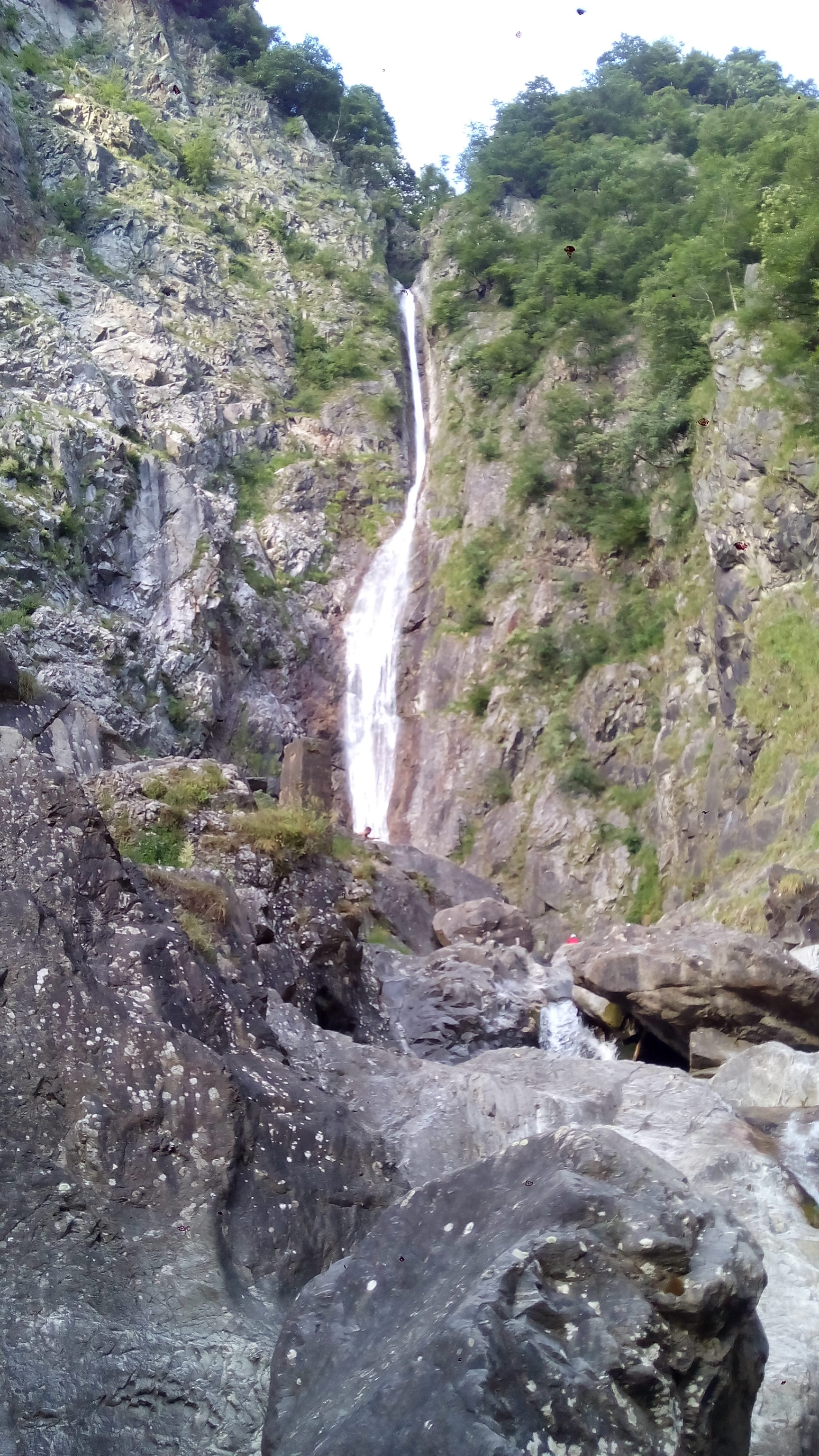

citata da Leonardo da Vinci nel foglio 214 del Codice Atlantico e da Antonio Stoppani in una sua opera.

### Croci sui monti
- Croce dell'Angelone, eretta il 26 marzo 1950 sullo Zucco dell'Angelone a memoria dell'Anno Santo. I compaesani collaborarono per il trasporto di tutto il materiale necessario nell'impervia località scelta. Venne benedetta il 18 giugno dello stesso anno.
- Croce del Pizzo dei Tre Signori, eretta nel mese di luglio del 1913 e benedetta il 20 agosto. Venne portata a Casa Pio X a Cobbio, dove rimase vittima di un incendio a opera delle truppe nazi-fasciste. Venne recuperata e portata al Centro Schuster di Valtorta. Oggigiorno sul basamento originario, ristrutturato, sorge una croce in ferro a U appiattito.
- Croce del Pizzo Varrone. Di questa antica croce sono state perse date e storia. Ne esistono poche foto, in quanto molto difficile da raggiungere.

## Arte

### Dipinti civili
- Cá Folatt

Il nome dell'opera fa riferimento ai padroni della casa sulla quale si trova, la famiglia Bonacina. L'immagine alpestre rappresenta una coppia di cervi dipinti nel 2005 da Marcello Confortola. Nel 2006 lo stesso artista ha aggiunto un gallo cedrone sotto richiesta del proprietario.
- la Cascada de Intröbi

Nel 2006 Marcello Confortola ha realizzato questo dipinto della cascata della Troggia, con annessi una scritta in dialetto locale e un'iscrizione tratta dal Codice Atlantico di Leonardo da Vinci.

## Società

### Evoluzione demografica

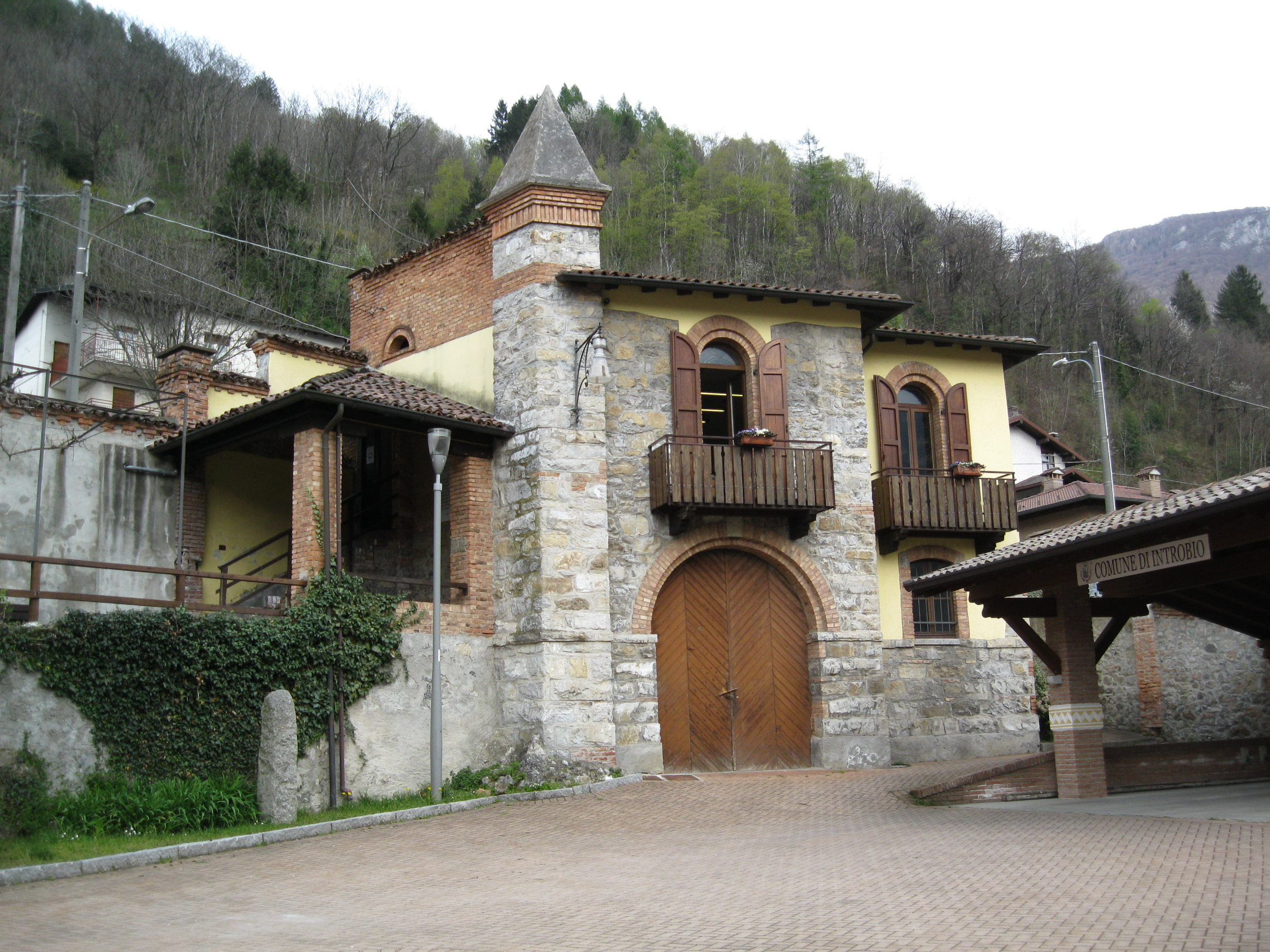
biblioteca di Introbio

- 687 nel 1722
- 640 nel 1771
- 661 nel 1805
- 790 nel 1853

Abitanti censiti

## Cultura

### Scuola
Nel territorio sono presenti una scuola dell'infanzia, una scuola primaria e una scuola media.

### Biblioteche
La biblioteca comunale "Giuseppe Arrigoni" si trova in via Vittorio Emanuele, 14, vicino al municipio.

## Comunità montana
Fa parte della Comunità Montana della Valsassina.